# أندرو بيرين
أندرو بيرين (23 يونيو 1990 - ) (بالإنجليزية: Andrew Perrin)‏ هو لاعب كريكت أسترالي. لعب مع فريق تسمانيا للكريكت.

## وصلات خارجية
- أندرو بيرين على موقع إي آس بي آن كريك إنفو (الإنجليزية)